# Grand Prix automobile du Mexique 2018
GP précédent GP suivant
Le Grand Prix automobile du Mexique 2018 (Formula 1 Gran Premio de México 2018) disputé le 28 octobre 2018 sur l'Autódromo Hermanos Rodríguez, est la 995e épreuve du championnat du monde de Formule 1 courue depuis 1950. Il s'agit de la 19e édition du Grand Prix du Mexique comptant pour le championnat du monde de Formule 1 courue sur le même circuit et de la dix-neuvième manche du championnat 2018.
L'Autódromo Hermanos Rodríguez a accueilli le Grand Prix du Mexique de Formule 1 de 1963 à 1970 puis de 1986 à 1992. Il revient au calendrier en 2015 vingt-trois ans après la dernière édition, sur un circuit réaménagé et mis aux normes sous la houlette de l'architecte Hermann Tilke.
Pour la première fois à l'ère des moteurs turbocompressées à double système de récupération d'énergie (depuis la saison 2014), les monoplaces de Red Bull Racing monopolisent la première ligne de la grille de départ. Alors que Max Verstappen domine les trois séances d'essais libres et se montre le plus rapide de la deuxième phase qualificative, prêt à devenir, à 21 ans et 28 jours, le plus jeune poleman de la discipline, son coéquipier Daniel Ricciardo lui brûle la politesse, pour 26 millièmes de seconde, lors de son dernier tour en Q3. De rage, le pilote néerlandais percute le panneau "P2" quand il revient garer sa RB14 sur la grille de départ pour la présentation des trois premiers des qualifications au public mexicain. Ricciardo obtient ainsi la troisième pole position de sa carrière, après être parti deux fois en tête à Monaco. Sur la deuxième ligne, Lewis Hamilton s'élance devant Sebastian Vettel ; leurs coéquipiers Valtteri Bottas et Kimi Räikkönen suivent en troisième ligne, devant les Renault de Nico Hülkenberg et Carlos Sainz Jr. en quatrième ligne et les Sauber de Charles Leclerc et Marcus Ericsson en cinquième ligne.
Lewis Hamilton, en délicatesse avec ses différents types de pneumatiques victimes de dégradation excessive sur la piste mexicaine et devancé sur ce point par les Ferrari, et battu en performance pure par les Red Bull, n'en termine pas moins aisément quatrième de l'épreuve en évitant de se faire prendre un tour en fin de course par le vainqueur Max Verstappen, comme en 2017. Sur le lieu de son précédent sacre, il remporte un nouveau titre mondial, à deux courses du terme de la compétition. En effet, alors que 50 points restent à prendre pour le vainqueur des deux dernières courses de la saison, le Britannique en a 64 d'avance sur Sebastian Vettel. Il rejoint ainsi Juan Manuel Fangio avec cinq titres mondiaux (2008,  2014, 2015, 2017 et  2018) à deux couronnes du record de Michael Schumacher, concluant une campagne qui a basculé en sa faveur après la pause estivale, notamment grâce à une série de quatre victoires consécutives en Italie, à Singapour, en Russie et au Japon, son classement à Mexico mettant toutefois fin à une autre série : dix podiums à la suite. 
Comme en 2017, Max Verstappen gagne sur le circuit des frères Rodriguez, obtenant ainsi la cinquième victoire de sa carrière et sa deuxième de la saison après le Grand Prix d'Autriche. Il prend la tête dès le départ alors que son coéquipier Daniel Ricciardo en pole position, reste scotché sur la grille et aborde le premier virage au troisième rang, également devancé par Hamilton. Avec deux arrêts au stand, le jeune pilote néerlandais ne cède les commandes à Sebastian Vettel que durant quatre tours, lors de son premier changement de pneumatiques. Après son second, son avance est telle qu'il ressort devant et s'envole vers la victoire, néanmoins inquiet de la solidité de son groupe propulseur, après avoir vu son coéquipier abandonner sur casse d'embrayage au bout de soixante-et-un tours. Ainsi, les Red Bull ne réalisent pas le doublé qui leur semblait promis après quarante-huit boucles. Vettel, beaucoup plus prudent au premier virage qu'à de nombreuses autres reprises cette année, dépasse Hamilton au 38e tour puis bénéficie de l'abandon de Ricciardo pour terminer deuxième. Auteur d'un seul arrêt au stand, contrairement à ses rivaux, Kimi Räikkönen monte sur la troisième marche du podium. Hamilton, qui aperçoit Verstappen dans ses rétroviseurs, se classe quatrième devant son coéquipier Valtteri Bottas qui termine à un tour après avoir procédé à trois arrêts. Tous les autres pilotes achèvent la course  à deux tours du vainqueur ; Nico Hülkenberg est sixième, suivi par Charles Leclerc et Stoffel Vandoorne dont la huitième place est son meilleur résultat de la saison. Marcus Ericsson et Pierre Gasly, parti de la dernière place sur la grille, prennent les derniers points mis en jeu.  « Je n'ai jamais eu la pression derrière moi, j'ai pu conduire comme je voulais », note Max Verstappen qui en reste à 100% de courses remportées sans être parti de la pole position. 
Avec 358 points, Lewis Hamilton remporte le titre de champion du monde 2018 devant Sebastian Vettel (294 points) qui ne peut plus le rejoindre alors que deux courses restent à disputer. Kimi Räikkönen (236 points) creuse un peu plus l'écart sur Valtteri Bottas (2Z7 points) tandis qu'au quatrième rang, Max Verstappen (216 points) peut encore viser mieux, ce qui n'est plus le cas de Daniel Ricciardo (146 points). Nico Hülkenberg reste le « meilleur des autres » avec 69 points. Au classement des constructeurs, Mercedes Grand Prix (585 points) n'est plus qu'à quelques encablures d'une cinquième couronne consécutive, totalisant 55 points d'avance sur Ferrari (530 points) ; suivent Red Bull Racing (362 points), Renault (114 points), Haas (84 points), McLaren (62 points), Racing Points Force India (47 points), Sauber (36 points) qui passe devant  
Toro Rosso (33 points), tandis que Williams (7 points) ferme la marche.

## Contexte
Lewis Hamilton, qui avait déjà la possibilité d'être sacré champion du monde dès le Grand Prix précédent, aborde le weekend avec 70 points d'avance sur son rival ; dans le cas où Vettel marque 75 points en gagnant les trois épreuves restant au calendrier, il n'a que cinq points à marquer dans cette course ou lors des deux derniers Grand Prix pour enlever son cinquième titre. 
Sur la piste mexicaine, une septième place lui suffit donc, si Vettel s'impose, car il sera sacré dans tous les cas si son rival allemand ne gagne pas la course,.

## Pneus disponibles
| Pneus pour piste sèche | Pneus pour piste sèche | Pneus pour piste sèche | Pneus pluie    | Pneus pluie |
| ---------------------- | ---------------------- | ---------------------- | -------------- | ----------- |
| Hyper tendres          | Ultra tendres          | Super tendres          | Intermédiaires | Pluie       |

## Essais libres

### Première séance, le vendredi de 10 h à 11 h 30
| Pos. | Pilote           | Voiture            | Chrono         | Écart     |
| ---- | ---------------- | ------------------ | -------------- | --------- |
| 1    | Max Verstappen   | Red Bull-TAG Heuer | 1 min 16 s 656 |           |
| 2    | Daniel Ricciardo | Red Bull-TAG Heuer | 1 min 17 s 139 | + 0 s 483 |
| 3    | Carlos Sainz Jr. | Renault            | 1 min 17 s 926 | + 1 s 270 |
| 4    | Nico Hülkenberg  | Renault            | 1 min 18 s 028 | + 1 s 372 |
| 5    | Lewis Hamilton   | Mercedes           | 1 min 18 s 075 | + 1 s 419 |
| 6    | Valtteri Bottas  | Mercedes           | 1 min 18 s 322 | + 1 s 666 |

- Nicholas Latifi, pilote-essayeur chez Racing Point Force India, remplace Esteban Ocon au volant de la Force India VJM11 lors de cette séance d'essais[5].
- Lando Norris, pilote-essayeur chez McLaren Racing, remplace Fernando Alonso au volant de la McLaren MCL33 lors de cette séance d'essais[6].
- Antonio Giovinazzi, pilote-essayeur chez Sauber, remplace Charles Leclerc au volant de la Sauber C37 lors de cette séance d'essais[7].

### Deuxième séance, le vendredi de 14 h à 15 h 30
| Pos. | Pilote           | Voiture            | Chrono         | Écart     |
| ---- | ---------------- | ------------------ | -------------- | --------- |
| 1    | Max Verstappen   | Red Bull-TAG Heuer | 1 min 16 s 720 |           |
| 2    | Daniel Ricciardo | Red Bull-TAG Heuer | 1 min 16 s 873 | + 0 s 153 |
| 3    | Carlos Sainz Jr. | Renault            | 1 min 17 s 953 | + 1 s 233 |
| 4    | Sebastian Vettel | Ferrari            | 1 min 17 s 954 | + 1 s 234 |
| 5    | Nico Hülkenberg  | Renault            | 1 min 18 s 046 | + 1 s 326 |
| 6    | Brendon Hartley  | Toro Rosso-Honda   | 1 min 18 s 061 | + 1 s 341 |

### Troisième séance, le samedi de 10 h à 11 h
| Pos. | Pilote           | Voiture            | Chrono         | Écart     |
| ---- | ---------------- | ------------------ | -------------- | --------- |
| 1    | Max Verstappen   | Red Bull-TAG Heuer | 1 min 16 s 284 |           |
| 2    | Lewis Hamilton   | Mercedes           | 1 min 16 s 538 | + 0 s 254 |
| 3    | Sebastian Vettel | Ferrari            | 1 min 16 s 566 | + 0 s 282 |
| 4    | Daniel Ricciardo | Red Bull-TAG Heuer | 1 min 17 s 028 | + 0 s 744 |
| 5    | Kimi Räikkönen   | Ferrari            | 1 min 17 s 045 | + 0 s 761 |
| 6    | Charles Leclerc  | Sauber-Ferrari     | 1 min 17 s 059 | + 0 s 775 |

## Séance de qualifications

### Résultats des qualifications
| Pos.                                                                                      | Pilote            | Écurie                            | Qualifications 1 | Qualifications 2 | Qualifications 3 |
| ----------------------------------------------------------------------------------------- | ----------------- | --------------------------------- | ---------------- | ---------------- | ---------------- |
| 1                                                                                         | Daniel Ricciardo  | Red Bull-TAG Heuer                | 1 min 15 s 866   | 1 min 15 s 845   | 1 min 14 s 759   |
| 2                                                                                         | Max Verstappen    | Red Bull-TAG Heuer                | 1 min 15 s 756   | 1 min 15 s 640   | 1 min 14 s 785   |
| 3                                                                                         | Lewis Hamilton    | Mercedes                          | 1 min 15 s 673   | 1 min 15 s 644   | 1 min 14 s 894   |
| 4                                                                                         | Sebastian Vettel  | Ferrari                           | 1 min 16 s 089   | 1 min 15 s 715   | 1 min 14 s 970   |
| 5                                                                                         | Valtteri Bottas   | Mercedes                          | 1 min 15 s 580   | 1 min 15 s 923   | 1 min 15 s 160   |
| 6                                                                                         | Kimi Räikkönen    | Ferrari                           | 1 min 16 s 446   | 1 min 15 s 996   | 1 min 15 s 330   |
| 7                                                                                         | Nico Hülkenberg   | Renault                           | 1 min 16 s 498   | 1 min 16 s 126   | 1 min 15 s 827   |
| 8                                                                                         | Carlos Sainz Jr.  | Renault                           | 1 min 16 s 813   | 1 min 16 s 188   | 1 min 16 s 084   |
| 9                                                                                         | Charles Leclerc   | Sauber-Ferrari                    | 1 min 16 s 862   | 1 min 16 s 320   | 1 min 16 s 189   |
| 10                                                                                        | Marcus Ericsson   | Sauber-Ferrari                    | 1 min 16 s 701   | 1 min 16 s 633   | 1 min 16 s 513   |
| 11                                                                                        | Esteban Ocon      | Racing Point Force India-Mercedes | 1 min 16 s 252   | 1 min 16 s 844   |                  |
| 12                                                                                        | Fernando Alonso   | McLaren-Renault                   | 1 min 16 s 857   | 1 min 16 s 871   |                  |
| 13                                                                                        | Sergio Pérez      | Racing Point Force India-Mercedes | 1 min 16 s 242   | 1 min 17 s 167   |                  |
| 14                                                                                        | Brendon Hartley   | Toro Rosso-Honda                  | 1 min 16 s 682   | 1 min 17 s 184   |                  |
| 15                                                                                        | Pierre Gasly      | Toro Rosso-Honda                  | 1 min 16 s 828   | Pas de temps     |                  |
| 16                                                                                        | Romain Grosjean   | Haas-Ferrari                      | 1 min 16 s 911   |                  |                  |
| 17                                                                                        | Stoffel Vandoorne | McLaren-Renault                   | 1 min 16 s 966   |                  |                  |
| 18                                                                                        | Kevin Magnussen   | Haas-Ferrari                      | 1 min 17 s 599   |                  |                  |
| 19                                                                                        | Lance Stroll      | Williams-Mercedes                 | 1 min 17 s 689   |                  |                  |
| 20                                                                                        | Sergey Sirotkin   | Williams-Mercedes                 | 1 min 17 s 886   |                  |                  |
| Temps minimal à réaliser pour la qualification : 1 min 20 s 870 (107 % de 1 min 34 s 130) |                   |                                   |                  |                  |                  |

### Grille de départ
- Pierre Gasly, auteur du quinzième temps des qualifications, est pénalisé d'un recul de quinze places après l'installation de ses huitièmes moteur, turbocompresseur et MGU-H, limités à trois pour la saison ; il est ensuite pénalisé d'un recul de cinq places après le changement de sa boîte de vitesses et s'élance de la vingtième et dernière place[11],[12] ;
- Romain Grosjean, auteur du seizième temps des qualifications, est pénalisé d'un recul de trois places après son accrochage avec Charles Leclerc lors du Grand Prix des États-Unis ; il s'élance de la dix-huitième place[13].

## Course

### Classement de la course
| Pos. | no | Pilote            | Écurie                            | Tours | Temps/Abandon                      | Grille | Points |
| ---- | -- | ----------------- | --------------------------------- | ----- | ---------------------------------- | ------ | ------ |
| 1    | 33 | Max Verstappen    | Red Bull-TAG Heuer                | 71    | 1 h 38 min 28 s 851 (186,039 km/h) | 2      | 25     |
| 2    | 5  | Sebastian Vettel  | Ferrari                           | 71    | + 17 s 316                         | 4      | 18     |
| 3    | 7  | Kimi Räikkönen    | Ferrari                           | 71    | + 49 s 914                         | 6      | 15     |
| 4    | 44 | Lewis Hamilton    | Mercedes                          | 71    | + 1 min 18 s 738                   | 3      | 12     |
| 5    | 77 | Valtteri Bottas   | Mercedes                          | 70    | + 1 tour                           | 5      | 10     |
| 6    | 27 | Nico Hülkenberg   | Renault                           | 69    | + 2 tours                          | 7      | 8      |
| 7    | 16 | Charles Leclerc   | Sauber-Ferrari                    | 69    | + 2 tours                          | 9      | 6      |
| 8    | 2  | Stoffel Vandoorne | McLaren-Renault                   | 69    | + 2 tours                          | 15     | 4      |
| 9    | 9  | Marcus Ericsson   | Sauber-Ferrari                    | 69    | + 2 tours                          | 10     | 2      |
| 10   | 10 | Pierre Gasly      | Toro Rosso-Honda                  | 69    | + 2 tours                          | 20     | 1      |
| 11   | 31 | Esteban Ocon      | Racing Point Force India-Mercedes | 69    | + 2 tours                          | 11     |        |
| 12   | 18 | Lance Stroll      | Williams-Mercedes                 | 69    | + 2 tours                          | 17     |        |
| 13   | 35 | Sergey Sirotkin   | Williams-Mercedes                 | 69    | + 2 tours                          | 19     |        |
| 14   | 28 | Brendon Hartley   | Toro Rosso-Honda                  | 69    | + 2 tours (dont 5 s de pénalité)   | 14     |        |
| 15   | 20 | Kevin Magnussen   | Haas-Ferrari                      | 69    | + 2 tours                          | 16     |        |
| 16   | 8  | Romain Grosjean   | Haas-Ferrari                      | 68    | + 3 tours                          | 18     |        |
| Abd. | 3  | Daniel Ricciardo  | Red Bull-TAG Heuer                | 61    | Embrayage                          | 1      |        |
| Abd. | 11 | Sergio Pérez      | Racing Point Force India-Mercedes | 38    | Freins                             | 13     |        |
| Abd. | 55 | Carlos Sainz Jr.  | Renault                           | 28    | Batterie                           | 8      |        |
| Abd. | 14 | Fernando Alonso   | McLaren-Renault                   | 3     | Surchauffe                         | 12     |        |

### Pole position et record du tour
- Pole position :  Daniel Ricciardo (Red Bull-TAG Heuer) en 1 min 14 s 759 (207,258 km/h)[15].
- Meilleur tour en course :  Valtteri Bottas (Mercedes) en 1 min 18 s 741 (196,777 km/h) au soixante-cinquième tour[16].

### Tours en tête
- Max Verstappen (Red Bull Racing-Tag Heuer) : 67 tours (1-13 / 18-71)[17]
- Sebastian Vettel (Ferrari) : 4 tours (14-17)

## Classements généraux à l'issue de la course
| Pos.     | Pilote            | Écurie                            | Points |
| -------- | ----------------- | --------------------------------- | ------ |
| Champion | Lewis Hamilton    | Mercedes                          | 358    |
| 2        | Sebastian Vettel  | Ferrari                           | 294    |
| 3        | Kimi Räikkönen    | Ferrari                           | 236    |
| 4        | Valtteri Bottas   | Mercedes                          | 227    |
| 5        | Max Verstappen    | Red Bull-TAG Heuer                | 216    |
| 6        | Daniel Ricciardo  | Red Bull-TAG Heuer                | 146    |
| 7        | Nico Hülkenberg   | Renault                           | 69     |
| 8        | Sergio Pérez      | Racing Point Force India-Mercedes | 57     |
| 9        | Kevin Magnussen   | Haas-Ferrari                      | 53     |
| 10       | Fernando Alonso   | McLaren-Renault                   | 50     |
| 11       | Esteban Ocon      | Racing Point Force India-Mercedes | 49     |
| 12       | Carlos Sainz Jr.  | Renault                           | 45     |
| 13       | Romain Grosjean   | Haas-Ferrari                      | 31     |
| 14       | Pierre Gasly      | Toro Rosso-Honda                  | 29     |
| 15       | Charles Leclerc   | Sauber-Ferrari                    | 27     |
| 16       | Stoffel Vandoorne | McLaren-Renault                   | 12     |
| 17       | Marcus Ericsson   | Sauber-Ferrari                    | 9      |
| 18       | Lance Stroll      | Williams-Mercedes                 | 6      |
| 19       | Brendon Hartley   | Toro Rosso-Honda                  | 4      |
| 20       | Sergey Sirotkin   | Williams-Mercedes                 | 1      |

| Pos.  | Écurie                            | Points |
| ----- | --------------------------------- | ------ |
| 1     | Mercedes                          | 585    |
| 2     | Ferrari                           | 530    |
| 3     | Red Bull-TAG Heuer                | 362    |
| 4     | Renault                           | 114    |
| 5     | Haas-Ferrari                      | 84     |
| 6     | McLaren-Renault                   | 62     |
| 7     | Racing Point Force India-Mercedes | 47     |
| 8     | Sauber-Ferrari                    | 36     |
| 9     | Toro Rosso-Honda                  | 33     |
| 10    | Williams-Mercedes                 | 7      |
| Exclu | Force India-Mercedes              | 59     |

## Statistiques
Le Grand Prix du Mexique 2018 représente :
- la 3e pole position de Daniel Ricciardo,  après celles obtenues à Monaco en 2016 et en 2018 [20] ;
- la 60e pole position de Red Bull Racing[21] ;
- la 5e victoire de Max Verstappen, sa deuxième de la saison[22] ;
- la 59e victoire de Red Bull Racing[23] ;
- la 9e victoire d'un moteur TAG Heuer (bloc Renault rebadgé)[24] ;
- le 110e podium de Sebastian Vettel[25].

Au cours de ce Grand Prix :
- Lewis Hamilton remporte son cinquième titre de champion du monde après ceux acquis en 2008, 2014, 2015 et 2017,  il devient ainsi l'égal de Juan Manuel Fangio, cinq fois titré dans les années 1950[26] ;
- Kimi Räikkönen passe la barre des 1 800 points inscrits en Formule 1 (1 801 points inscrits)[27] ;
- Max Verstappen est élu « Pilote du jour » à l'issue d'un vote organisé sur le site officiel de la Formule 1[28] ;
- Max Verstappen  établit le nouveau record du plus grand nombre de Grands Prix remportés (5 victoires) sans jamais avoir obtenu la moindre pole position depuis ses débuts en Formule 1[29],[30] ;
- Mika Salo (110 Grands Prix disputés entre 1994 et 2002, deux podiums et 33 points inscrits, vainqueur de la catégorie GT2 des 24 Heures du Mans en 2008 et 2009, du championnat American Le Mans Series en 2007 et des 12 Heures de Bathurst en 2014) est nommé assistant des commissaires de course pour ce Grand Prix[31].